# Teodoro (tzano)
Teodoro (em latim: Theodorus) foi um oficial bizantino do século VI, ativo no reinado do imperador Justiniano (r. 527–565). Pertencia à tribo dos tzanos, mas desde cedo entrou em contato com os romanos e perdeu traços de sua cultura. Serviu na década de 550 como taxiarco em Lázica sob Martinho e ficou incumbido de se informar sobre a força e disposições do exército persa sob Mermeroes que se aproximava. Teve seu papel na expulsão dos invasores persas, bem como debelou uma revolta dos tzanos.

## Vida
Era tzano de nascimento. Segundo Agátias, que descreve-o como vigoroso e bravo e um bom soldado, foi levado para junto dos romanos e perdeu os traços de suas origens bárbaras, mesmo embora conhecia intimamente a terra e povo dos tzanos. De 554 a 558, foi taxiarco e serviu em Lázica. Essa designação grega tem provável equivalência com o conde dos assuntos militares, que era um comandante de campo de média posição, situado entre o mestre dos soldados e o tribuno; os autores da PIRT sugerem que foi homem espectável. Em 554, Teodoro estava com Martinho em Télefis. Quando Martinho retirou-se, recebeu ordens de permanecer no forte e se informar sobre a força e disposições do exército persa liderado por Mermeroes que se aproximava. Ao fazê-lo, partiu para junto de Martinho em Citropólia e no caminho avisou os retardatários e alertou-os do perigo que se aproximava, mas foi incapaz de dar aos generais tempo suficiente para se prepararem.
Em 556, participou na defesa de Fásis. Relutantemente partiu em assistência de Angilas e Filomácio quando desobedeceram as ordens e foram contra os sitiantes, enquanto reprovou-os por sua imprudência. Depois, juntou-se a Angilas num ataque repentino que repeliu os persas. Subsequentemente, partiu na expedição contra os misimianos, na qual uniu-se a Maxêncio num ataque aos aliados hunos dos persas. Também tomou parte no assalto, conduzido por Ilo, no forte misimiano de Tzacar. Em 558, quando os tzanos estavam em revolta, Teodoro foi enviado para restaurar o controle romano devido a seu conhecimento do país e do povo. Tomou um exército de Lázica e fez campo próximo de Teodórias e Rizeu, onde interagiu com aqueles que ainda não se rebelaram e se preparou para atacar os rebeldes. Os rebeldes fizeram ataque surpresa e suas tropas responderam desordenadamente, porém Teodoro conseguiu atacá-los pela retaguarda e venceu-os. A revolta foi suprimida e Teodoro relatou seu sucesso a Justiniano, cujas ordens de submeter os tzanos a um pagamento anual conduziu antes de retornar para junto dos generais em Lázica.